# Verlautenheide
Verlautenheide ist ein ländlich geprägter Stadtteil im Nordosten von Aachen mit etwa 3500 Einwohnern. Verlautenheide liegt im Stadtbezirk Haaren. Die höchste Erhebung ist der Haarberg (knapp 240 m).
Der östliche Ortsausgang heißt Quinx.

## Geschichte
Das Dorf Verlautenheide entwickelte sich zunächst um das Gut Heiderhof herum und wurde ursprünglich auch Die Heyd genannt. Erst sehr viel später wurde es zu einem Straßendorf. In einem Zins- und Pachtregister der Reichsabtei Kornelimünster wird 1445 erstmals Heide boven Haren erwähnt, womit Verlautenheide gemeint war. Ein bedeutendes Zeugnis jener Zeit ist die im 15. Jahrhundert errichtete Kahlgrachtmühle.
Zusammen mit der Gemeinde Haaren gehörte Verlautenheide bis Ende des 18. Jahrhunderts zum Aachener Reich, dessen Grenzverlauf von Haaren kommend direkt an der südlichen Flanke des Ortes vorbei in Richtung Weiden weiterzog. Zu jener Zeit war Verlautenheide auch Standort eines der acht Wachttürme des Aachener Reiches, an den heute noch der Türmchenweg erinnert. Nach der Besetzung durch die Franzosen 1792 und 1794 wurden Haaren und Verlautenheide zur selbständigen Mairie Haaren, die ab 1801 (Friede von Lunéville) zu Frankreich gehörte, ab 1814 (Erster Pariser Frieden) zu Preußen.
Im Oktober 1944 war der Ort stark umkämpft; die US-amerikanischen Truppen schlossen hier ihren Ring um Aachen.
Bereits 1941 endete ein Teilstück der Autobahn Aachen-Köln in Verlautenheide und 1958 wurde in Verlautenheide die erste Aachener Autobahnauffahrt „Würselen/Verlautenheide“ (heutige A 544) fertiggestellt; um 1963 entstand in der Nähe das Autobahnkreuz Aachen. Bedingt durch den Autobahnbau, der große Flächen beanspruchte und teilweise bestehende Verbindungen durchtrennte, gab es mehrere Änderungen an den Gemeindegrenzen und 1968 eine Gebietsreform, bei der der Ortsteil Quinx, der bis dahin zu Broichweiden gehörte, aber viel näher an Verlautenheide angrenzt, an Haaren-Verlautenheide abgetreten wurde.
Bis Ende 1971 war die Gemeinde Haaren inklusive Verlautenheide und Quinx selbständig und wurde dann auf Grund des Aachen-Gesetzes mit Wirkung vom 1. Januar 1972 in die Stadt Aachen eingemeindet.

## Verkehr
Die AVV-Buslinien 1, 7, 31 und 41 der ASEAG verbinden Verlautenheide mit Aachen-Mitte, Haaren, Richterich und Stolberg. Zusätzlich verkehrt in den Nächten vor Samstagen sowie Sonn- und Feiertagen die Nachtexpresslinie N3. Seit 4. September 2023 verkehrt der NetLiner Haaren. Zusätzlich gibt es seit dem 16. Oktober eine neue Schnellbuslinie und einen Ortsbus.
| Linie                  | Verlauf |
| ---------------------- | --- |
| 1                      | Uniklinik – Westbahnhof – Ponttor – Aachen Bushof – Ludwig Forum – Talbot – Haaren – Verlautenheide – Atsch – Stolberg Mühlener Bf – Stolberg Altstadt – Binsfeldhammer – Bernardshammer – Vicht – Fleuth – Mausbach – Diepenlinchen – Werth – Gressenich – Schevenhütte                                                                               |
| 7                      | Verlautenheide – Eilendorf Bf – Bf Rothe Erde – Frankenberger Viertel – Theater – Elisenbrunnen – Aachen Bushof – Ponttor – Laurensberg – Richterich Schönau |
| 31                     | Siegel – Burtscheid – Aachen Hbf – Misereor – Elisenbrunnen – Aachen Bushof – Ludwig Forum – Talbot – Haaren – Verlautenheide – Gewerbegebiet Aachener Kreuz |
| 41                     | Uniklinik – Westbahnhof – Ponttor – Aachen Bushof – Haaren – Verlautenheide |
| SB71                   | Schnellbus: Verlautenheide Endstraße – Haaren Markt – Prager Ring – Blücherplatz – Hansemannplatz – Aachen Bushof – Elisenbrunnen – Schanz – Westfriedhof – Uniklinik |
| OL1                    | Ortsbus Haaren: Verlautenheide – Haaren – Hüls |
| NetLiner Aachen-Haaren | NetLiner: Fährt 30 min. nach der Buchung. Fährt Mo-Fr von 6–22 Uhr. An Samstagen Sonn- und Feiertagen von 8–22 Uhr. Bedient: Haaren, Verlautenheide und Hüls |
| N3                     | Nachtexpress: nur in den Nächten vor Samstagen sowie Sonn- und Feiertagen Elisenbrunnen – Aachen Bushof (→ Ludwig Forum → Haaren → Verlautenheide → Würselen → Morsbach → Bardenberg → / ← Eurogress ← Berensberg ← Rumpen ← Kohlscheid Markt ← Klinkheide ← Pannesheide ← Straß ←) Herzogenrath Bf – Ritzerfeld – Merkstein (← Boscheln ← Holthausen) |

## Vereine
- SV Eintracht 1912 Verlautenheide, der über einen Kunstrasenplatz verfügt
- Karnevalsgesellschaft Bröselspetze e. V. 1950
- Turnverein 1874 Verlautenheide e. V. (VTV)
- Stamm Verlautenheide der Pfadfinderinnenschaft St. Georg